# La audiencia
La audiencia (L'udienza'en italiano) es una película dramática franco-italiana de 1972 dirigida por Marco Ferreri, coautor del argumento junto a Rafael Azcona. Participó en el Festival Internacional de Cine de Berlín de 1972. Fue seleccionada entre las 100 film italiani da salvare

## Argumento
Amedeo es un joven tímido e incómodo del norte que va a Roma con la firme intención de hablar con el Papa, "también por su interés", y está dispuesto a hacer cualquier cosa por tener éxito. No obstante, de ninguna manera tiene intención de revelar a nadie para que hable con el pontífice.
A causa de su comportamiento extraño y potencialmente peligroso, Amedeo es seguido por el comisario Aureliano Díaz, que, en un intento de distraerlo de sus intenciones, le presenta una bella y comprensiva prostituta, Aiche. Esta última le presenta al príncipe Donati, de quien es enviado de vuelta al padre Amerin y después a un famoso teólogo belga que le da una esperanza de poder tener una entrevista con el pontífice. Pero no sirve de nada.
Amedeo, que no entiende porque un católico no puede conocer al papa, insistentemente continua dando vueltas para diferentes oficinas del Vaticano pidiendo ser recibido, ganándose el odio de Díaz por su tozudez. Entonces, Amedeo prueba la tarjeta de acciones sensacionales para hablar con el papa. Incluso llega a enviar mensajes al papa con una especie de bufet y es internado en un convento. Más tarde, después de intentar superar las barreras durante una ceremonia, es ingresado en psiquiatría.
Al final, abandonado por todos, hasta por la buena Aiche, Amedeo muere una noche bajo la columnata de San Pedro, a causa de una neumonía. La muerte de Amedeo parece cerrar el caso y supone un alivio para el comisario Díaz, cuando de repente un joven llama a la puerta del Vaticano. Le gustaría hablar con el papa.

## Reparto
- Enzo Jannacci - Amedeo
- Claudia Cardinale - Aiche
- Ugo Tognazzi - Aureliano Diaz
- Michel Piccoli - Pare Amerin
- Vittorio Gassman - Principe Donati
- Alain Cuny - Padre jesuita
- Daniele Dublino - Cardenal español
- Sigelfrido Rossi
- Irena Oberberg - Luisa
- Maalerer Bergier - Cardenal alemán
- Dante Cleri
- Luigi Scavran
- Giuseppe Ravenna - Secretaria
- Mario Jannilli - Un guardia suizo
- Enzo Mondino
- Attilio Pelegatti -
- Bruno Bertocci - Cardenal Osta

## Producción
La idea nace de Marco Ferreri, con la intención de hacer una película basada en El castillo de Franz Kafka. Al no poderlo hacer por los derechos de autor, el autor decidió adaptar la historia a la actualidad, señalando con el dedo a la burocracia moderna y a la Iglesia Católica.
La película cuenta con actores destacados. En primer lugar, la elección atípica de Enzo Jannacci, un famoso cantautor italiano con muy poca experiencia cinematográfica a sus espaldas. Originariamente, el papel de Amedeo iba a ser para David Warner. Pero, a causa de un accidente, el cineasta eligió al cantautor.
El elenco incluye a Claudia Cardinale como la protagonista femenina y al intérprete fetichista de Marco Ferreri, Ugo Tognazzi, quien, junto con Michel Piccoli, también protagonizará La gran comilona, película que se estrenará dos años después. 